# Rožňava
Rožňava (maďarsky Rozsnyó, německy Rosenau, latinsky Rosnavia) je město na východním Slovensku v Košickém kraji. V roce 2014 zde žilo přes 19 450 obyvatel, leží v nadmořské výšce 313 metrů.

## Poloha
Město se nachází v regionu Gemer ve středu Rožňavské kotliny v nadmořské výšce 313 metrů. Z jižní strany město obklopuje Slovenský kras, ze severu úpatí Volovských vrchů. Městem protéká Rožňavský potok a řeka Slaná.

## Dějiny

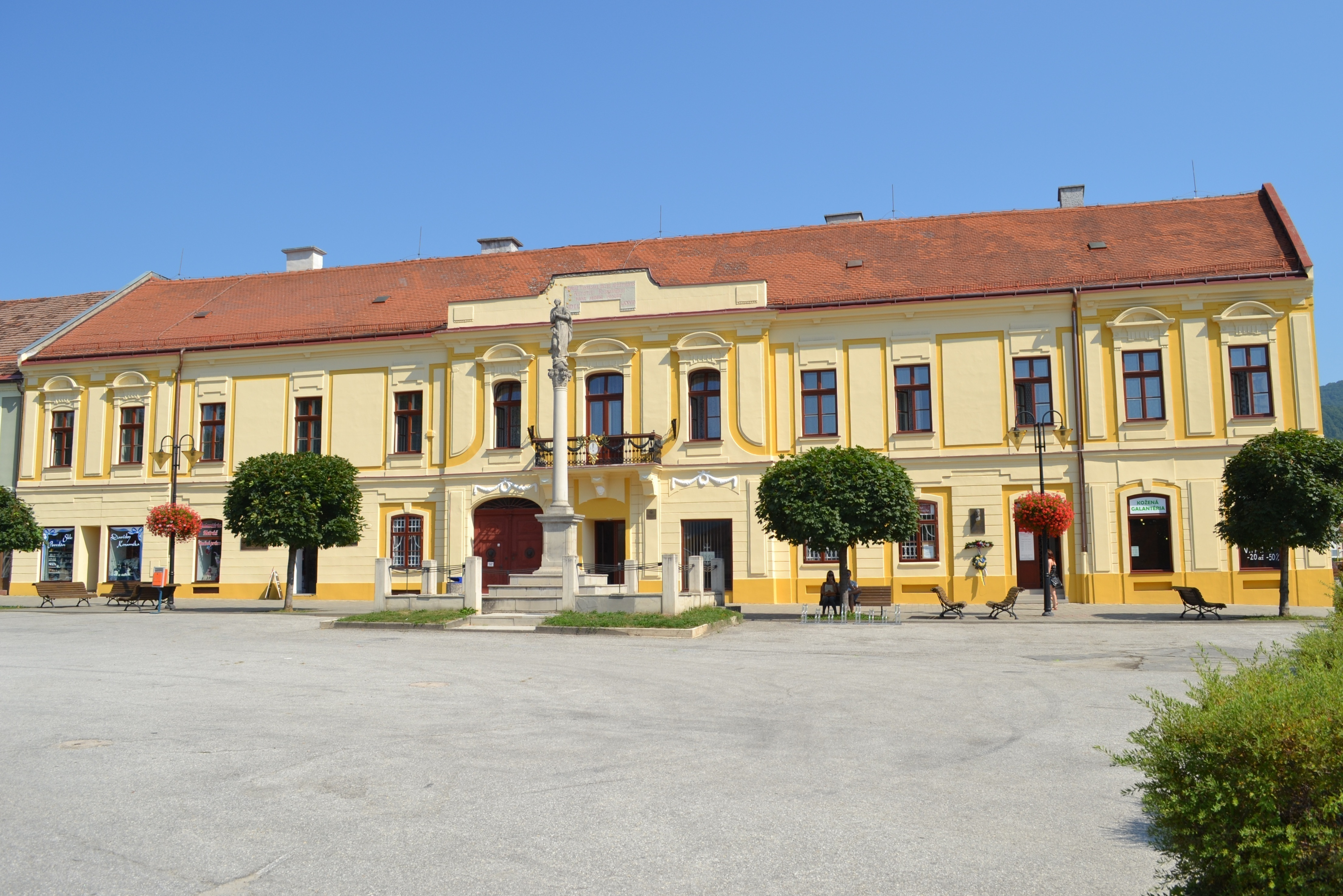
Biskupský palác v Rožňavě

Město vzniklo jako hornické sídliště a jeho historie je spojena s těžbou zlata, stříbra, mědi a později železné rudy. Bylo pojmenováno podle názvu výnosného dolu Rosnoubana (maďarsky Rozsnyóbánya, německy Rosenau).
První zmínka o městě je na darovací listině z roku 1291 vystavené králem Ondřejem III. ostřihomskému arcibiskupovi. První známou stavbou města je původně farský kostel (v současnosti biskupská katedrála) z roku 1304. Kostel přešel mnoha přestavbami, největší proběhla na přelomu 15. a 16. století a zahrnovala tzv. Bakóczovskou kapli s renesančním vstupním portálem a pozdně gotickým pastoforiem na severní straně presbytáře. První městské výsady získala osada v roce 1340 od uherského a polského krále Ludvíka I. Velikého. Až do roku 1918 patřila Rožňava k Uherskému království, po první světové válce se stala součástí Československa.
Dne 16. června 1919 se u Rožňavy odehrála bitva mezi československou armádou a maďarskou Rudou armádou. Československá armáda zde byla zastoupena 1. československým pěším dobrovolnickým plukem z Prahy, 21. plukem francouzských legií, 35. plukem italských legií a 2. praporem italské domobrany. Bitva skončila dobytím Rožňavy a zajetím štábu maďarského vojska.
V roce 1930 zde žilo 6 668 obyvatel. V letech 1938 až 1945 byla Rožňava přičleněna k Maďarsku.

## Městské části
- Nadabula (od roku 1960)
- Rožňava
- Rožňavská Baňa

## Doprava
Město leží na frekventované slovenské silnici I/16, známé také jako E58 (Bratislava – Nitra – Zvolen – Lučenec - Rimavská Sobota – Tornaľa – Rožňava – Košice – Michalovce – Užhorod).
Rožňava leží na železniční trati Zvolen–Košice (Zvolen – Lučenec – Fiľakovo – Jesenské – Tornaľa - Rožňava – Košice). Na železniční trati Rožňava–Dobšiná byl v roce 2003 zastaven provoz.

## Pamětihodnosti
- Historická strážní věž uprostřed náměstí
- Katedrála Nanebevzetí Panny Marie
- Evangelický kostel
- Biskupský úřad
- Klášter Vincentek
- Strážní věž
- Gymnázium P. J. Šafárika
- Starý špitál
- Bánské muzeum
- Městská galerie

## Osobnosti
- Pavel Josef Šafařík (1795–1861), básník, historik, etnograf, slavista a univerzitní profesor píšící převážně německy nebo česky
- Samo Tomášik (1813–1887), romantický prozaik a básník
- Jur Hronec (1881–1959), matematik, narodil se v Gočově, v Rožňavě vystudoval gymnázium
- Kálmán Tichy (1888–1968), malíř, od roku 1930 vedl místní muzeum
- Ján Kadár (1918–1979), režisér oscarového filmu Obchod na korze
- Vladimír Oravský (* 1947), spisovatel, dramatik, filmový a divadelní režisér
- Agáta Klimeková (* 1955), bibliografka a spisovatelka
- Adam Szentpétery (* 1956), malíř

## Partnerská města
- Bačka Topola
- Těšín
- Český Těšín
- Glarus
- Szerencs

## Galerie

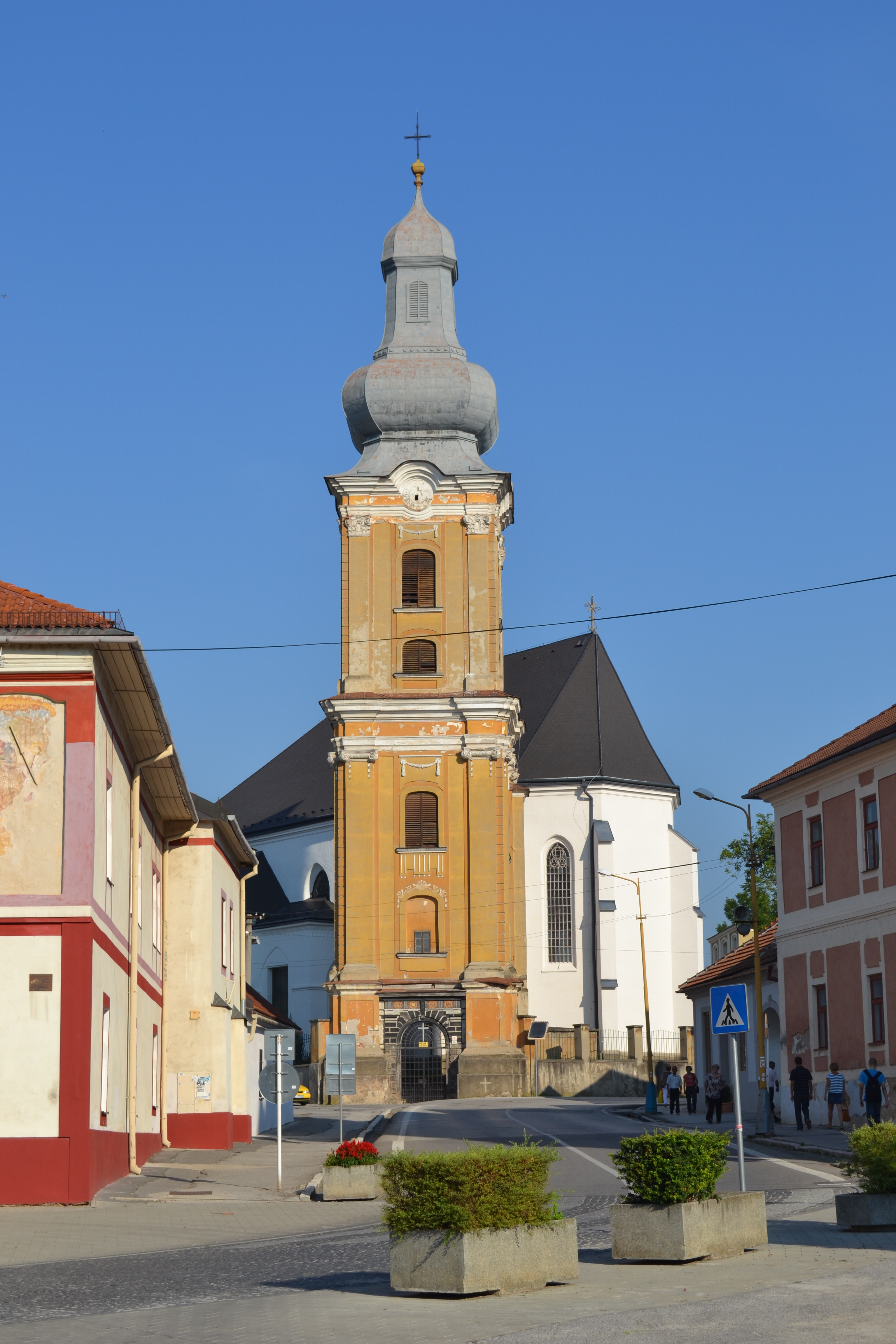
Rožňavská katedrála Nanebevzetí Panny Marie
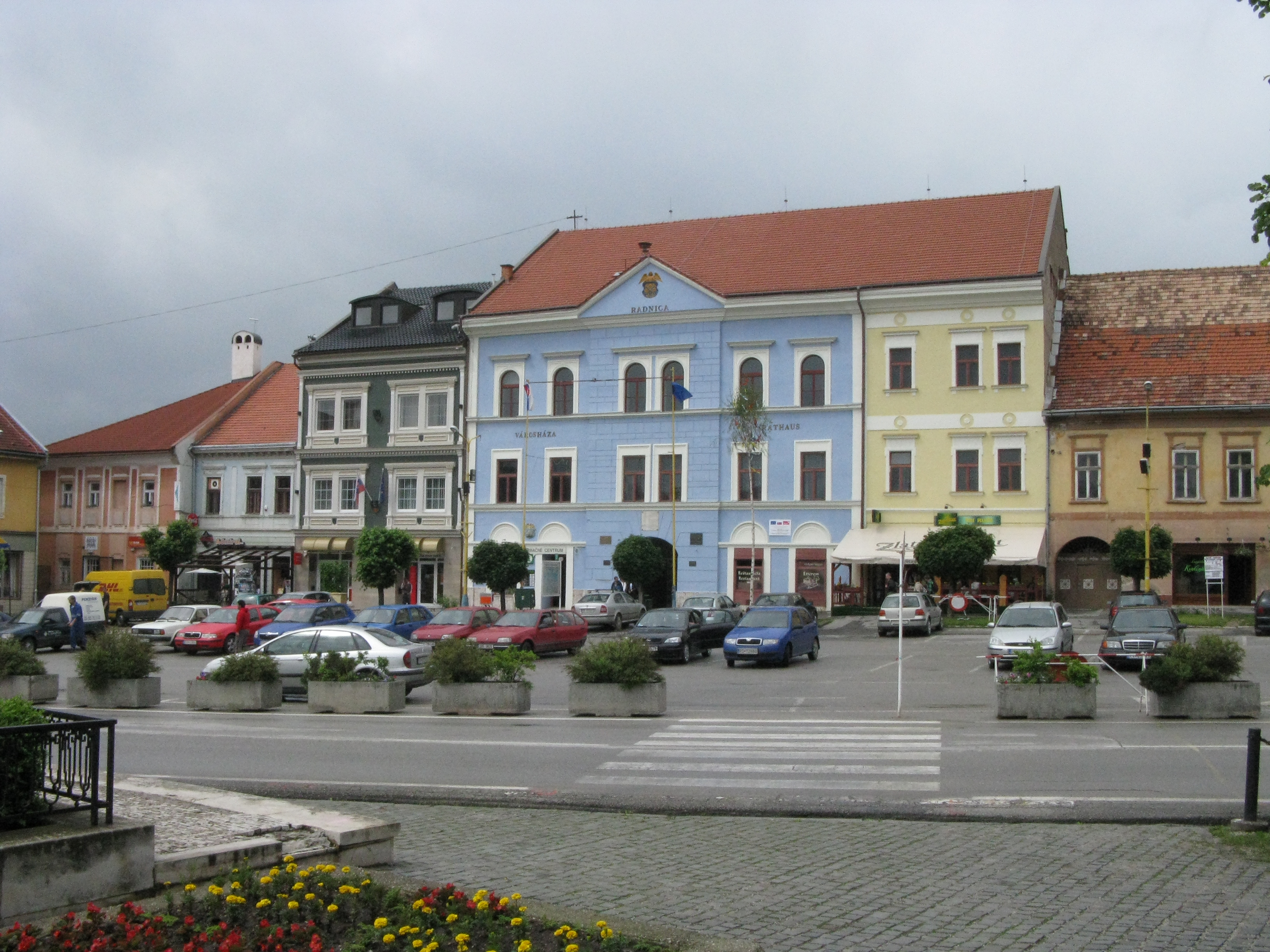
Centrální náměstí
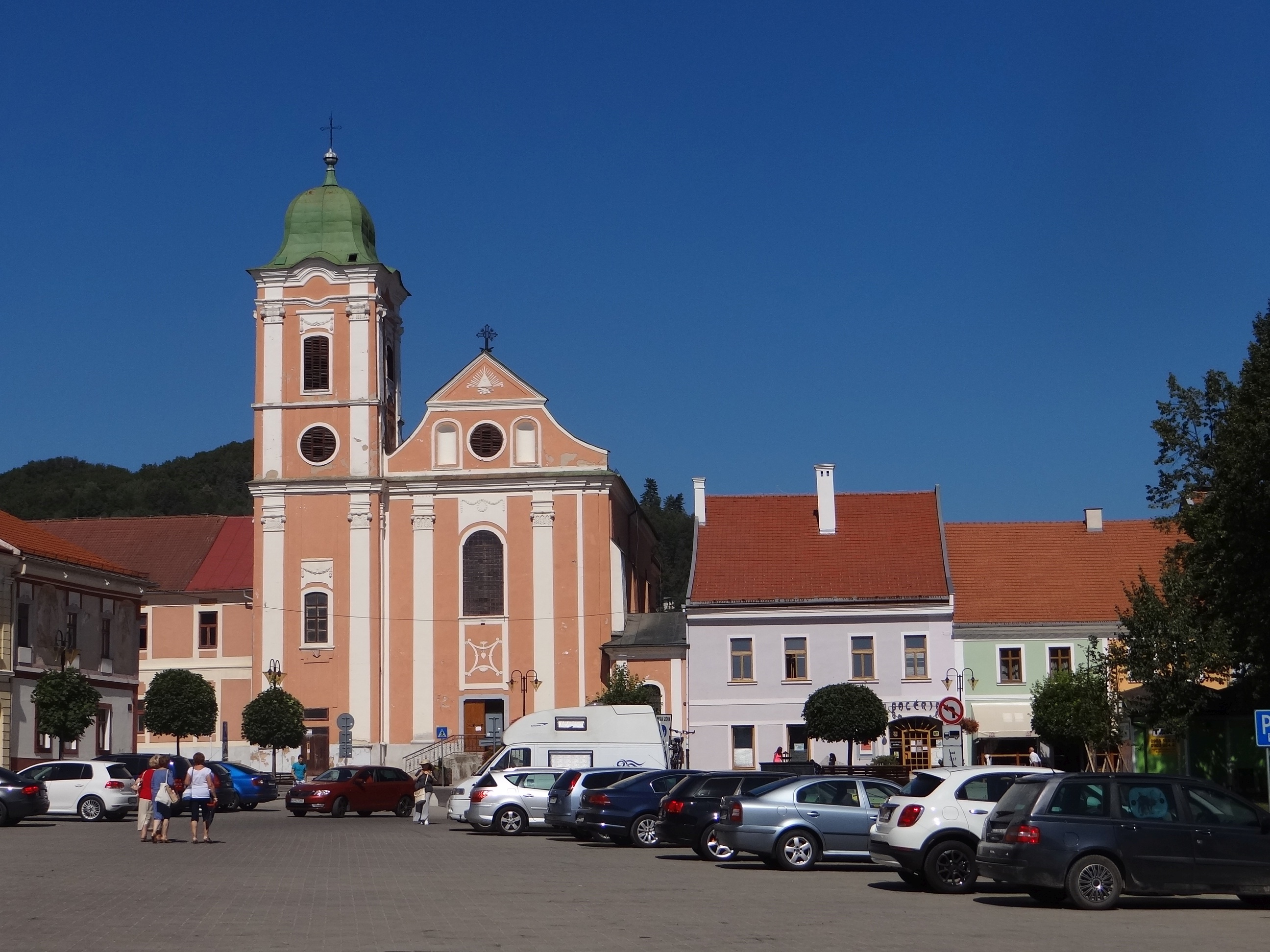
Kostel svaté Anny
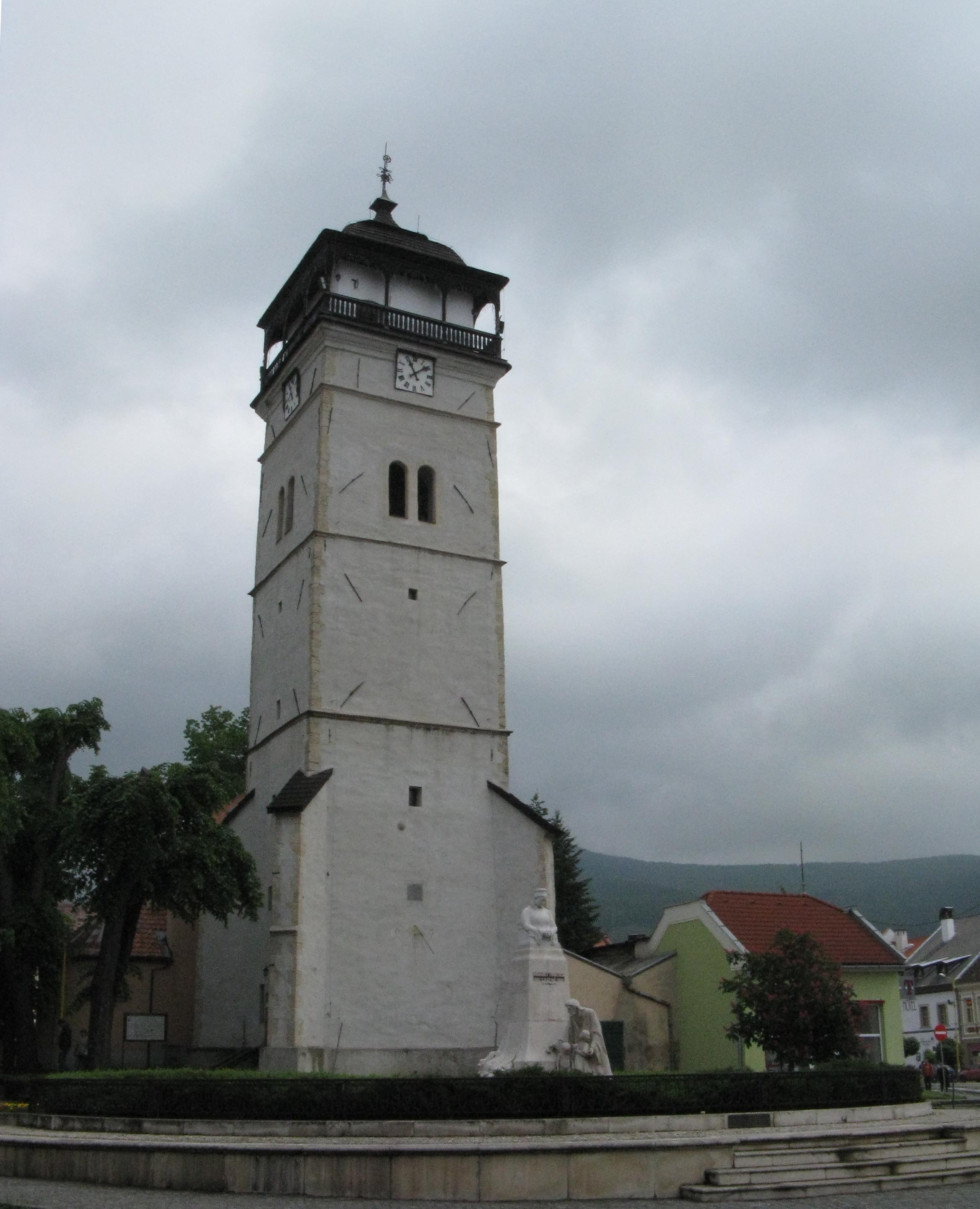
Městská věž
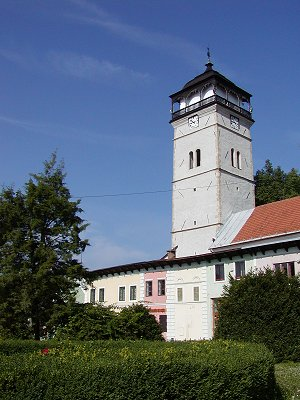
Městská věž
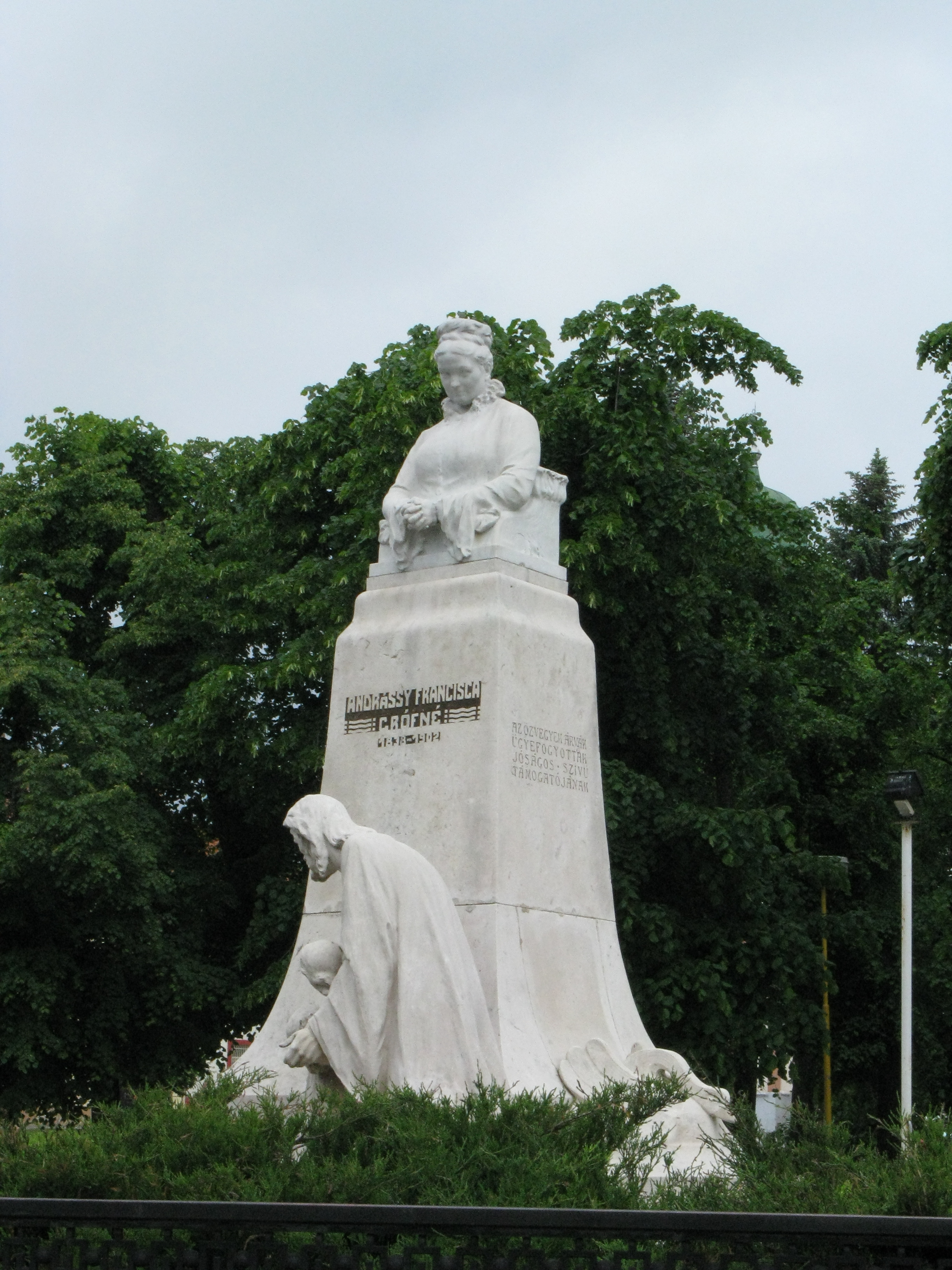
Pomník Františky Andrássy